# 高贤老酒
高贤老酒简称高贤酒，是黑龙江省绥化市惠七满族镇出产的一种白酒，源于1909年旗人高贤创立的“徳裕恒”烧锅，当地民间称其产品为高贤老酒。高贤老酒乃以高粱为主料，涵盖浓香型白酒、酱香型白酒、清香型白酒和兼香型白酒。